# Censo de México de 1921
El censo de México de 1921, denominado oficialmente Censo General de Habitantes, fue el cuarto censo realizado en México. Se llevó a cabo el 30 de noviembre de 1921 y dio como resultado una población de 14 334 096 de habitantes, una reducción de 5.4% respecto al censo de 1910, causada principalmente por la Revolución mexicana.

## Realización
En agosto de 1919 el presidente Venustiano Carranza ordenó organizar el cuarto censo de población para 1920. Su organización se vio dificultado por las secuelas de la Revolución mexicana y los conflictos con caudillos regionales que aún no aceptaban al gobierno federal. En abril de 1920 la Revolución de Agua Prieta llevó al derrocamiento y muerte del presidente Carranza. Este suceso, junto con las dificultades existentes en la época, llevó a que se aplazara la realización del censo. Posteriormente, en julio de 1920 el presidente interino Adolfo de la Huerta estableció la fecha del censo en junio de 1921. Y el presidente Álvaro Obregón decidió en diciembre de 1920 que la fecha de levantamiento del censo sería el 30 de noviembre de 1921.
A diferencia de los censos anteriores, en este la información fue recolectada por familia y no por persona. Los datos levantados fueron:
- Sexo
- Edad
- Lugar de nacimiento
- Estado civil (soltero, casado, viudo o divorciado)
- Alfabetismo
- Ocupación
- Idioma
- Residencia
- Nacionalidad
- Bienes Raíces
- Religión
- Defectos físicos y mentales
- Hijos nacidos vivos
- Raza (blanco, indígena, mezclado u otro)

La realización del censo de 1921 se vio obstaculizada por la falta de personal para realizar el levantamiento y la negativa de varios gobiernos estatales a apoyar su realización o tan siquiera a reconocer la autoridad del gobierno de Obregón. Sólo 18 estados remitieron a tiempo la documentación del censo al gobierno federal, mientras que el resto presentó los datos con demora, llevando a que la publicación final de resultados se diera hasta 1928. Ernesto Figuerola, encargado de la realización del censo comentó: «Concluida la primordial determinación inmediata de habitantes muchos gobiernos se opusieron a cumplir la ley, que expresamente ordena practicaran todos los trabajos de concentración; y otros, si bien es cierto que acataron esta obligación, por falta de personal o por apatía, dejaron que las labores caminaran con una lentitud desesperante». Este es el único censo de México en que se incluyó una pregunta sobre raza.
El censo reflejó las consecuencias demográficas de la Revolución mexicana. La población total fue de 14.3 millones de personas, una pérdida de más de 800 mil habitantes respecto al censo de 1910. Antes del conflicto, la tasa de crecimiento de la población de 1.1% anual hacía prever un crecimiento de la población hasta los 17 millones de habitantes para 1921. El estado más afectado en cantidad de habitantes fue Guanajuato, que perdió 221 mil pobladores, mientras que en porcentaje el más perjudicado fue el estado de Morelos, que perdió al 42% de su población, seguido de Durango y San Luis Potosí, que perdieron al 30% de sus habitantes.

## Resultados
| Posición | Estado                        | Población  | Variación respecto a 1910 | Variación respecto a 1910 | Variación respecto a 1910 |
| Posición | Estado                        | Población  | Pobl.                     | %                         | Pos.                      |
| -------- | ----------------------------- | ---------- | ------------------------- | ------------------------- | ------------------------- |
| 1        | Jalisco                       | 1 191 957  | -16 898                   | -1.39%                    | Sin cambios               |
| 2        | Veracruz                      | 1 159 935  | +27 076                   | +2.39%                    | Sin cambios               |
| 3        | Puebla                        | 1 024 955  | -76 645                   | -6.95%                    | Sin cambios               |
| 4        | Oaxaca                        | 976 005    | -64 393                   | -6.18%                    | 1                         |
| 5        | Michoacán                     | 939 849    | -52 031                   | -5.24%                    | 1                         |
| 6        | Distrito Federal              | 906 063    | +185 310                  | +25.71%                   | 2                         |
| 7        | México                        | 884 617    | -104 893                  | -10.60%                   | Sin cambios               |
| 8        | Guanajuato                    | 860 364    | -221 287                  | -20.45%                   | 4                         |
| 9        | Hidalgo                       | 622 241    | -24 310                   | -3.75%                    | Sin cambios               |
| 10       | Guerrero                      | 566 836    | -27 442                   | -4.61%                    | 1                         |
| 11       | San Luis Potosí               | 445 681    | -182 119                  | -29.00%                   | 1                         |
| 12       | Chiapas                       | 421 744    | -17 099                   | -3.89%                    | 2                         |
| 13       | Chihuahua                     | 401 622    | -4 085                    | -1.00%                    | 2                         |
| 14       | Coahuila                      | 393 480    | +31 388                   | +8.66%                    | 3                         |
| 15       | Zacatecas                     | 379 329    | -98 227                   | -20.56%                   | 2                         |
| 16       | Yucatán                       | 358 221    | +18 608                   | +5.47%                    | 2                         |
| 17       | Sinaloa                       | 341 265    | +17 623                   | +5.44%                    | 2                         |
| 18       | Durango                       | 336 766    | -146 409                  | -30.30%                   | 6                         |
| 19       | Nuevo León                    | 336 412    | -28 738                   | -7.87%                    | 3                         |
| 20       | Tamaulipas                    | 286 904    | +37 263                   | +14.92%                   | 1                         |
| 21       | Sonora                        | 275 127    | +9 744                    | +3.67%                    | 1                         |
| 22       | Querétaro                     | 220 231    | -24 432                   | -9.98%                    | Sin cambios               |
| 23       | Tabasco                       | 210 437    | +22 836                   | +12.18%                   | Sin cambios               |
| 24       | Tlaxcala                      | 178 570    | -5 601                    | -3.04%                    | Sin cambios               |
| 25       | Nayarit                       | 162 499    | -8 674                    | -5.06%                    | 1                         |
| 26       | Aguascalientes                | 107 581    | -12 930                   | -10.72%                   | 1                         |
| 27       | Morelos                       | 103 440    | -76 154                   | -42.40%                   | 2                         |
| 28       | Colima                        | 91 749     | +14 045                   | +18.07%                   | 1                         |
| 29       | Campeche                      | 76 419     | -10 242                   | -11.81%                   | 1                         |
| 30       | Territorio de Baja California | 62 831     | +10 559                   | +20.20%                   | Sin cambios               |
| 31       | Territorio de Quintana Roo    | 10 966     | +1 857                    | +20.38%                   | Sin cambios               |
| Total    | Total                         | 14 334 096 | -826 273                  | -5.45%                    |                           |

## Ciudades más pobladas
| Posición | Ciudad              | Estado           | Población |
| -------- | ------------------- | ---------------- | --------- |
| 1        | Ciudad de México    | Distrito Federal | 615 367   |
| 2        | Guadalajara         | Jalisco          | 143 376   |
| 3        | Puebla de Zaragoza  | Puebla           | 95 535    |
| 4        | Monterrey           | Nuevo León       | 88 479    |
| 5        | Mérida              | Yucatán          | 79 225    |
| 6        | San Luis Potosí     | San Luis Potosí  | 57 353    |
| 7        | Tacubaya            | Distrito Federal | 54 775    |
| 8        | Veracruz            | Veracruz         | 54 225    |
| 9        | León                | Guanajuato       | 53 639    |
| 10       | Torreón             | Coahuila         | 50 902    |
| 11       | Aguascalientes      | Aguascalientes   | 48 041    |
| 12       | Tampico             | Tamaulipas       | 44 822    |
| 13       | Pachuca             | Hidalgo          | 40 802    |
| 14       | Saltillo            | Coahuila         | 40 451    |
| 15       | Orizaba             | Veracruz         | 39 563    |
| 16       | Victoria de Durango | Durango          | 39 091    |
| 17       | Chihuahua           | Chihuahua        | 37 078    |
| 18       | Toluca              | México           | 34 265    |
| 19       | Morelia             | Michoacán        | 31 148    |
| 20       | Querétaro           | Querétaro        | 30 073    |